# Es Pujol
Es Pujol és una possessió del nord del terme municipal de Llucmajor, Mallorca, situada al vessant del migjorn del puig de Randa, i confronta amb Son Casesnoves, Son Dragó i s'Aresteta. El 1578 pertanyia a l'honor Francesc Salvà, tenia casa i era dedicada al conreu de cereals, així com a la ramaderia ovina. El 1702 era propietat d'Antoni Salvà, de la mateixa família dels Salvà.